# 實松一成
實松 一成（さねまつ かずなり、1981年1月18日 - ）は、佐賀県佐賀市出身の元プロ野球選手（捕手、右投右打）、プロ野球コーチ。
名前に関しては「實」が「実」の旧字体であるため「実松 一成」の表記もみられる。

## 経歴

### プロ入り前
小学2年で野球を始め、中学で捕手になる。佐賀学園高等学校時代は1年からレギュラーとなり、1998年の第80回全国高等学校野球選手権大会や第3回AAAアジア野球選手権大会に出場している。この時の第3回AAAアジア野球選手権大会日本代表には、後にプロでチームメイトになる杉内俊哉、村田修一がいた。高校通算39本塁打を放ち、高校屈指の捕手と呼ばれた。
1998年のドラフト会議で、日本ハムファイターズから松坂大輔の外れ1位指名を受けて入団。東映や日拓時代含め日本ハム球団史上ただ1人の高卒ドラフト1位捕手である。

### 日本ハム時代
1999年（1年目）は一軍出場なし。大島康徳監督1年目の2000年に一軍昇格し、フレッシュオールスターゲームにも出場した。7月に2度目の一軍昇格を果たしてからは閉幕まで一軍に居続けた。
2001年は課題の打撃向上へバットを少し寝かせるフォームに改造し、8月3日の福岡ダイエーホークス戦にてプロ初本塁打を放つと、この3連戦中で4本の本塁打を打った。同年は62試合に出場し、それまでレギュラー捕手だった野口寿浩を外野に追いやった。
2002年は前年の活躍もあり開幕スタメンを果たし、野口は引き続き外野で起用された。しかし打撃で全くと言っていいほど結果を残せなかったため、シーズン途中からは野口が捕手に戻り、實松との併用となった。結局自己最多の82試合に出場したが、打率は.129、1本塁打、打点はわずか2に留まった。オフに野口が阪神にトレードされる。
2003年はキャンプ中に左手首を骨折し出遅れ、正捕手の座を髙橋信二に奪われ二番手捕手の座を山田勝彦と争った。この年は前年にも増して打てず、92打数（102打席）で51三振を記録し、5月15日の対千葉ロッテマリーンズ戦ではチームが19安打19得点を記録したにもかかわらず、實松は5打数0安打4三振、フィールドに唯一飛んだ打球は犠打失敗併殺打という有様であった。しかし、この年打った安打9本中3本が本塁打であり、「当たれば飛ぶ」長打力を秘めていた。この頃はスイッチヒッターに挑戦するなど試行錯誤していた。
2004年は髙橋が規定打席に到達するなどレギュラーを確保したため、前年より出場機会が減少した。この年のオフに結婚、妻との間には男児2人と女児が1人いる。
2005年は髙橋が故障で長期離脱して中嶋聡との併用という形で起用された。
2006年、後輩の鶴岡慎也の擡頭もあり、開幕直前の3月24日に岡島秀樹との交換トレードで古城茂幸とともに読売ジャイアンツに移籍。

### 巨人時代
2006年は、控え捕手として、同学年の加藤健らとの競争となり、6月10日、正捕手の阿部慎之助の故障による登録抹消を受け、移籍後初の一軍登録。即先発出場を果たし、阿部の故障中は加藤と日替わりで先発出場した。
2007年シーズンは一軍出場4試合、2008年は6月10日に横浜ベイスターズから鶴岡一成が移籍したこともあり、7試合の出場に留まった。
2009年は正捕手の阿部や鶴岡が安定した活躍を見せたこともあり、リーグ3連覇と日本一を果たしたチームにあってルーキーイヤー以来10年ぶりの一軍出場なしに終わり、翌2010年は阿部の故障もあり久々の一軍昇格、先発出場も果たしたが、2試合の出場に留まった。打撃力不足から守備要員として第3もしくは第4捕手となり、ファームでも正捕手には星孝典などが起用され厳しい立場となった。
2011年はオープン戦から阿部が長期離脱し、さらに星が埼玉西武ライオンズに金銭トレードで移籍したこともあって、4月下旬に一軍登録されると、5月4日の対阪神タイガース戦で途中出場し、同点の9回裏に同学年の藤川球児から自身初となるサヨナラ打（適時打）を放ち、巨人移籍後初めてお立ち台に上がった。8月6日の広島東洋カープ戦でジオから6年ぶり、移籍後初となる本塁打を打っている。少ない打席ながら、移籍後では最高の打撃成績を記録した。なお、この年5月に日本ハム時代に正捕手を争った髙橋信二が金銭トレードで加入し、再びチームメイトになるが、髙橋はオフに退団する。オフに背番号を27に変更。
2012年は鶴岡がFAでの古巣横浜への復帰、阿部の一塁起用などもあり、移籍後では最多となる58試合92打席に出場。アジアシリーズでは負傷の阿部に代わって3試合中2試合で先発出場。決勝戦では本塁打を放ち優勝に貢献した。
2013年は井野卓の加入や河野元貴の成長など競争が熾烈になり、2014年はさらにドラフト1位ルーキー小林誠司の加入により14試合の出場に留まった。
2015年は、それまで正捕手だった阿部慎之助が本格的に一塁手転向したが、相川亮二の加入や、小林の積極的な起用により22試合の出場、翌2016年も6月29日の中日ドラゴンズ戦でラウル・バルデスからシーズン初本塁打を打ったが、19試合の出場に終わる。
2017年は開幕一軍入りは果たしたものの、小林の正捕手起用と宇佐見真吾の打撃面での活躍もあって、守備固めもしくは代打での起用が中心となる。出場は14試合のみで、10月30日に戦力外通告を受けた。

### 日本ハム復帰
2017年12月4日に北海道日本ハムファイターズに二軍育成コーチ兼捕手として復帰することが発表された。年俸は1100万円（推定）で、背番号は90。7月6日に一軍登録され、翌7日にコーチ登録を抹消された（これはベンチ入り出来るコーチが8人のため、實松がベンチに入ることにより一人押し出されるのを防ぐ措置）。二軍コーチ兼任という立場もあり、結局一軍出場は1試合のみだった。
2019年9月17日に現役引退を表明した。9月23日、鎌ヶ谷でのイースタン・リーグ巨人戦にて引退試合が行われた。一軍でも9月26日の対オリックス戦（札幌ドーム）の試合前に引退セレモニーが行われた。セレモニーでは自身のドラフト同期入団である建山義紀と森本稀哲が駆けつけており、2人から花束を手渡されている。12月2日、自由契約公示された。

### 引退後
2019年10月29日、2020年より巨人の二軍バッテリーコーチを務めることが発表された。二軍監督の阿部慎之助は12月8日に行われた、札幌市内のチャリティートークショーにゲスト出演した際「實松だけは俺が原監督に言って呼び寄せました」と述べている。
2021年も引き続き二軍バッテリーコーチを務めていたが、5月24日に一軍バッテリーコーチに配置転換され、7月19日から再び二軍バッテリーコーチに復帰した。翌2022年は一軍バッテリーコーチを務め、同年限りで退任した。
2023年は関東地区担当のスカウトに転身し、佐々木俊輔や三浦克也の入団に携わった。
2024年から一軍バッテリーコーチに就任し、2年ぶりに現場復帰した。

## 選手としての特徴
配球への熱心な研究と投手の特徴を最大限に生かしたリードでチームを支えた。

## 人物
愛称は「サネ」。
遠縁に山下和彦がいる。實松の日本ハム時代の背番号40は入団前年まで山下がつけていた。
本拠地のデーゲームでは午前7時ごろに球場入りし、データ収集や準備を行うなど野球に取り組む姿勢もまじめで、若手からの相談も受けている。
乱闘になると真っ先に出て行くなど男気溢れる人柄であり、チームメイトからの人望が厚い選手であった。

## 詳細情報

### 年度別打撃成績
| 年 度      | 球 団      | 試 合 | 打 席 | 打 数 | 得 点 | 安 打 | 二 塁 打 | 三 塁 打 | 本 塁 打 | 塁 打 | 打 点 | 盗 塁 | 盗 塁 死 | 犠 打 | 犠 飛 | 四 球 | 敬 遠 | 死 球 | 三 振 | 併 殺 打 | 打 率 | 出 塁 率 | 長 打 率 | O P S |
| ---------- | ---------- | ----- | ----- | ----- | ----- | ----- | -------- | -------- | -------- | ----- | ----- | ----- | -------- | ----- | ----- | ----- | ----- | ----- | ----- | -------- | ----- | -------- | -------- | ----- |
| 2000       | 日本ハム   | 10    | 9     | 8     | 0     | 1     | 0        | 0        | 0        | 1     | 1     | 0     | 0        | 0     | 1     | 0     | 0     | 0     | 4     | 0        | .125  | .111     | .125     | .236  |
| 2001       | 日本ハム   | 62    | 167   | 149   | 16    | 29    | 4        | 0        | 6        | 51    | 19    | 0     | 0        | 8     | 1     | 6     | 0     | 3     | 53    | 4        | .195  | .239     | .342     | .581  |
| 2002       | 日本ハム   | 82    | 200   | 170   | 8     | 22    | 5        | 0        | 1        | 30    | 2     | 0     | 2        | 15    | 0     | 14    | 0     | 1     | 64    | 1        | .129  | .200     | .176     | .376  |
| 2003       | 日本ハム   | 44    | 102   | 92    | 6     | 9     | 2        | 0        | 3        | 20    | 8     | 0     | 1        | 3     | 0     | 3     | 0     | 4     | 51    | 3        | .098  | .162     | .217     | .379  |
| 2004       | 日本ハム   | 36    | 25    | 20    | 6     | 3     | 1        | 0        | 1        | 7     | 2     | 0     | 1        | 1     | 0     | 3     | 0     | 1     | 11    | 0        | .150  | .292     | .350     | .642  |
| 2005       | 日本ハム   | 64    | 119   | 108   | 12    | 19    | 4        | 0        | 2        | 29    | 4     | 2     | 0        | 2     | 0     | 8     | 1     | 1     | 41    | 1        | .176  | .239     | .269     | .508  |
| 2006       | 巨人       | 11    | 15    | 14    | 0     | 1     | 1        | 0        | 0        | 2     | 3     | 0     | 0        | 1     | 0     | 0     | 0     | 0     | 6     | 1        | .071  | .071     | .143     | .214  |
| 2007       | 巨人       | 4     | 4     | 4     | 0     | 0     | 0        | 0        | 0        | 0     | 0     | 0     | 0        | 0     | 0     | 0     | 0     | 0     | 1     | 0        | .000  | .000     | .000     | .000  |
| 2008       | 巨人       | 7     | 6     | 5     | 0     | 1     | 0        | 0        | 0        | 1     | 0     | 0     | 0        | 1     | 0     | 0     | 0     | 0     | 3     | 0        | .200  | .200     | .200     | .400  |
| 2010       | 巨人       | 2     | 2     | 2     | 0     | 0     | 0        | 0        | 0        | 0     | 0     | 0     | 0        | 0     | 0     | 0     | 0     | 0     | 2     | 0        | .000  | .000     | .000     | .000  |
| 2011       | 巨人       | 20    | 24    | 22    | 3     | 6     | 0        | 0        | 2        | 12    | 3     | 0     | 0        | 2     | 0     | 0     | 0     | 0     | 10    | 0        | .273  | .273     | .545     | .818  |
| 2012       | 巨人       | 58    | 92    | 74    | 6     | 14    | 3        | 0        | 2        | 23    | 5     | 0     | 0        | 6     | 0     | 9     | 2     | 3     | 26    | 0        | .189  | .302     | .311     | .613  |
| 2013       | 巨人       | 41    | 73    | 65    | 6     | 16    | 5        | 0        | 1        | 24    | 6     | 0     | 0        | 1     | 0     | 6     | 0     | 1     | 20    | 1        | .246  | .319     | .369     | .689  |
| 2014       | 巨人       | 14    | 27    | 22    | 1     | 3     | 0        | 0        | 0        | 3     | 1     | 1     | 0        | 2     | 0     | 3     | 0     | 0     | 8     | 2        | .136  | .240     | .136     | .376  |
| 2015       | 巨人       | 22    | 39    | 33    | 5     | 6     | 0        | 0        | 1        | 9     | 3     | 1     | 0        | 2     | 0     | 2     | 0     | 2     | 9     | 0        | .182  | .270     | .273     | .543  |
| 2016       | 巨人       | 19    | 33    | 28    | 3     | 7     | 1        | 0        | 1        | 11    | 1     | 0     | 0        | 1     | 0     | 4     | 1     | 0     | 7     | 0        | .250  | .344     | .393     | .737  |
| 2017       | 巨人       | 14    | 13    | 8     | 1     | 0     | 0        | 0        | 0        | 0     | 0     | 0     | 0        | 1     | 0     | 2     | 1     | 2     | 6     | 0        | .000  | .333     | .000     | .333  |
| 2018       | 日本ハム   | 1     | 0     | 0     | 0     | 0     | 0        | 0        | 0        | 0     | 0     | 0     | 0        | 0     | 0     | 0     | 0     | 0     | 0     | 0        | ----  | ----     | ----     | ----  |
| 2019       | 日本ハム   | 5     | 1     | 1     | 0     | 0     | 0        | 0        | 0        | 0     | 0     | 0     | 0        | 0     | 0     | 0     | 0     | 0     | 0     | 0        | .000  | .000     | .000     | .000  |
| 通算：19年 | 通算：19年 | 516   | 951   | 825   | 73    | 137   | 26       | 0        | 20       | 223   | 58    | 4     | 4        | 46    | 2     | 60    | 5     | 18    | 322   | 13       | .166  | .238     | .270     | .508  |

### 年度別守備成績
| 年 度 | 球 団    | 捕手  | 捕手  | 捕手  | 捕手  | 捕手  | 捕手  | 捕手     | 捕手     | 捕手     | 捕手     | 捕手     |
| 年 度 | 球 団    | 試 合 | 刺 殺 | 補 殺 | 失 策 | 併 殺 | 捕 逸 | 守 備 率 | 企 図 数 | 許 盗 塁 | 盗 塁 刺 | 阻 止 率 |
| ----- | -------- | ----- | ----- | ----- | ----- | ----- | ----- | -------- | -------- | -------- | -------- | -------- |
| 2000  | 日本ハム | 8     | 19    | 0     | 0     | 1     | 1     | 1.000    | 2        | 2        | 0        | .000     |
| 2001  | 日本ハム | 61    | 318   | 18    | 2     | 5     | 2     | .994     | 21       | 14       | 7        | .333     |
| 2002  | 日本ハム | 82    | 415   | 36    | 5     | 5     | 3     | .989     | 48       | 33       | 15       | .313     |
| 2003  | 日本ハム | 44    | 185   | 13    | 2     | 1     | 3     | .990     | 16       | 9        | 7        | .438     |
| 2004  | 日本ハム | 34    | 83    | 8     | 0     | 1     | 3     | 1.000    | 12       | 9        | 3        | .250     |
| 2005  | 日本ハム | 64    | 236   | 15    | 2     | 3     | 2     | .992     | 29       | 20       | 9        | .310     |
| 2006  | 巨人     | 11    | 32    | 2     | 0     | 1     | 0     | 1.000    | 5        | 4        | 1        | .200     |
| 2007  | 巨人     | 4     | 10    | 1     | 0     | 0     | 0     | 1.000    | 1        | 0        | 1        | 1.000    |
| 2008  | 巨人     | 6     | 19    | 2     | 0     | 0     | 0     | 1.000    | 1        | 1        | 0        | .000     |
| 2011  | 巨人     | 18    | 65    | 6     | 0     | 0     | 1     | 1.000    | 2        | 2        | 0        | .000     |
| 2012  | 巨人     | 53    | 199   | 25    | 2     | 2     | 1     | .991     | 18       | 13       | 5        | .278     |
| 2013  | 巨人     | 32    | 135   | 13    | 0     | 0     | 2     | 1.000    | 16       | 9        | 7        | .438     |
| 2014  | 巨人     | 13    | 60    | 3     | 2     | 0     | 0     | .969     | 5        | 5        | 0        | .000     |
| 2015  | 巨人     | 21    | 90    | 5     | 0     | 0     | 5     | 1.000    | 8        | 7        | 1        | .125     |
| 2016  | 巨人     | 19    | 75    | 10    | 0     | 1     | 0     | 1.000    | 7        | 6        | 1        | .143     |
| 2017  | 巨人     | 11    | 34    | 4     | 0     | 0     | 0     | 1.000    | 2        | 2        | 0        | .000     |
| 2018  | 日本ハム | 1     | 0     | 0     | 0     | 0     | 0     | ----     | 0        | 0        | 0        | ----     |
| 2019  | 日本ハム | 5     | 4     | 1     | 0     | 0     | 0     | 1.000    | 2        | 1        | 1        | .500     |
| 通算  | 通算     | 487   | 1979  | 162   | 15    | 20    | 23    | .993     | 195      | 137      | 58       | .297     |

### 記録
初記録
- 初出場：2000年5月20日、対千葉ロッテマリーンズ7回戦（東京ドーム）、9回裏に野口寿浩の代打で出場
- 初打席：同上、9回裏に竹清剛治から三振
- 初打点：2000年5月23日、対オリックス・ブルーウェーブ9回戦（東京ドーム）、8回裏に小林宏から左犠飛
- 初安打：2000年8月6日、対福岡ダイエーホークス21回戦（いわきグリーンスタジアム）、4回裏に斉藤和巳から右前安打
- 初先発出場：2001年4月14日、対大阪近鉄バファローズ4回戦（大阪ドーム）、8番・捕手で先発出場
- 初本塁打：2001年8月3日、対福岡ダイエーホークス19回戦（東京ドーム）、4回裏に星野順治から右越2ラン
- 初盗塁：2005年4月24日、対オリックス・バファローズ5回戦（東京ドーム）、3回表に二盗（投手：ケビン・バーン、捕手：的山哲也）

### 背番号
- 40（1999年 - 2005年）
- 69（2006年）
- 53（2007年 - 2011年）
- 27（2012年 - 2017年）
- 90（2018年 - 2019年）
- 82（2020年 - 2022年）
- 88（2024年 - ）

### 登場曲
- 「WINDING ROAD」絢香×コブクロ（2008年）
- 「道」EXILE（2011年）
- 「Troublemaker」嵐（2012年）
- 「合言葉～シャララ～」THEイナズマ戦隊（2013年）
- 「CUT SOLO feat. HI-D」AK-69（2014年 - 2015年）
- 「PEACE SUNSHINE」DANCE EARTH PARTY（2016年）
- 「ライオン」ベリーグッドマン（2017年）

### 代表歴
- 第3回AAAアジア野球選手権大会日本代表